# Ezüstös boglárka
Az ezüstös boglárka (Plebejus argus) a boglárkalepkék (Lycaenidae) családjában a Polyommatini nemzetség Plebejus nemének egyik faja.

## Származása, elterjedése
Csaknem egész Európában és Nyugat-Ázsiában elterjedt Franciaországtól az Altaj-hegység lábáig — Mongóliában már nem él. Az Ibériai-félszigeten Plebejus hypochionus, Korzikán a Plebejus corsicus helyettesíti. Magyarországon mindenfelé előfordul.

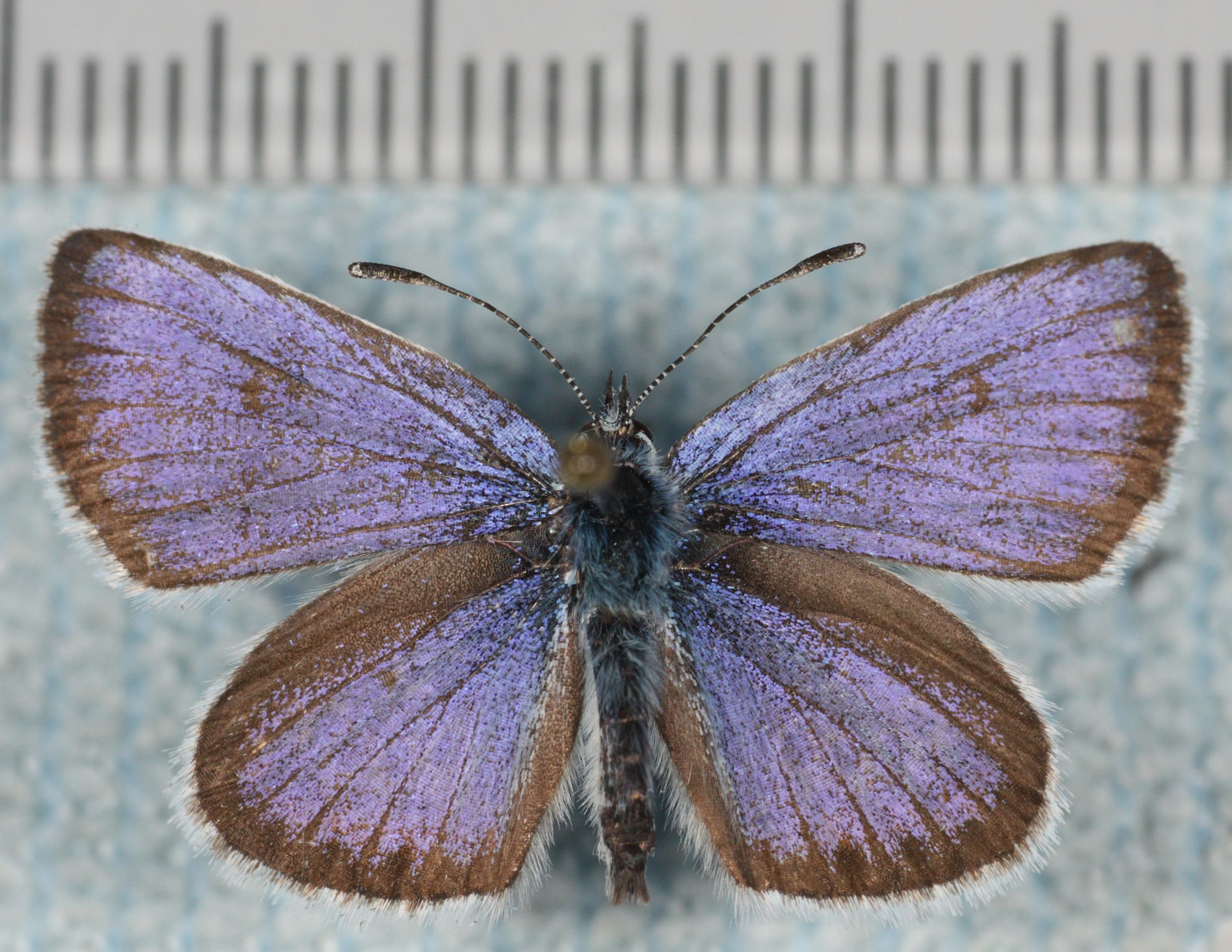
Hím

## Megjelenése, felépítése
Szárnyának fesztávolsága 22–26 mm; az első szárny felső szegélyének hossza 12–15 mm. Elülső lábának tibiája tüskés.
A hím szárnyainak alapszíne ragyogó sötétkék. A szárny fekete szegélye nagyon széles, az erek ugyancsak feketék. A sötét sejtvégi folt keskeny, sötét árnyéka többnyire jól látható, a rojt hófehér. A hátsó szárny fekete szegélye mellett az erek között fekete foltok sorakoznak. A szárnyak fonáka füstösszürke, barnásszürke, sőt egészen világos kékesszürke is lehet. Rajzolata erőteljes, a fekete pontok körül fehér gyűrűvel. A hátsó szárny szalagja sötét narancsvörös, a külső pontsor pettyeit rendszerint ezüstös pikkelyek díszítik. Középtéri foltsora és a szegélytér narancssárga rajzolata között széles, szinte egymásba folyó, fehér nyílhegyfoltok ötlenek szembe.
A nőstény szárnyainak felszíne sötétbarna, tőterében nincsenek kék pikkelyek; rojtja piszkosfehér. A szárnyak fonákja olyan, mint a hímé. A belső ívfoltok laposak, inkább sapkaszerűek.
Nevét hátsó szárnyfonákjának szegélyfoltsoráról kapta, ugyanis mindegyik fekete foltocskában fényes pikkelyek ülnek. A szárnyak fonákján a vörös szalag teljesen kitölti a belső ívfoltok és a külső pontsor közötti részt; némi fehér szín csak  a külső pontsor és a szárny szegélye közötti, igen keskeny zónában látható.
A két nemzedék mérete különbözhet. A hím fekete szegélyének szélessége, a fonák alapszíne és a nőstény fölső narancssárga szalagjának mérete változhat (a szalag olykor el is tűnhet).
A karcsú hernyó zöld vagy vörösesbarna, oldalán világos vonalakkal. Hátcsíkja fehérrel szegett ibolyásvörös.

## Életmódja, élőhelye
Réteken, utak mentén mindenütt előfordul. Bolygatatlan környezetben épp úgy megtalálni az alföldeken, mint a hegy- és dombvidékeken.
Élőhelyéhez ragaszkodik; a hímek territóriumot tartanak, és sokszor csapatosan szívogatnak nedves földön, ürüléken vagy elhullott állatok tetemein. Elsősorban lila színű virágokat látogatnak. A nőstények keveset mozognak.
A hernyó életének utolsó időszakát Lasius hangyák bolyában tölti. Korai időszakukban az egyes populációk hernyói általában monofágok (a hernyó egyetlen tápnövényre specializálódott), viszont a tápnövény populációnként más és más — egyetlen közös vonásuk, hogy pillangósvirágúak:
- tarka koronafürt (Coronilla varia) stb.
- réti nyúlszapuka (Anthyllis vulneraria),
- szártalan csüdfű (Astragalus exscapus)
- patkófű (Hippocrepis comosa),
- szarvas kerep (Lotus corniculatus),
- takarmánylucerna (Medicago sativa),
- csarab (Calluna spp.),
- zanót (Chamaecytisus spp.),
- here (Trifolium spp.),
- rekettye (Genista spp.)

A fiatal hernyó a tápnövény virágát eszi.
Évente nemzedéke repül:
- (április) májustól júniusig és
- július–augusztusban.

## Alfajok, változatok
- Plebejus argus f. aegon — a nőstény szárnyainak töve kék.

## Hasonló fajok
- északi boglárka (Plebejus idas lycidasoides)
- csillogó boglárka (Plebeius argyrognomon argyropeza)